# Rekonstruktion Utøya
Rekonstruktion Utøya ist ein schwedischer Dokumentarfilm von Carl Javér über vier norwegische Jugendliche, die den Terroranschlag auf Utøya überlebt haben. Produziert wurde der Film von Fredrik Lange.
Die Premiere fand am 19. Oktober 2018 gleichzeitig in Schweden und Norwegen statt. Auf der Berlinale 2019 hatte die Dokumentation ihre internationale Premiere.

## Handlung
Der Film begleitet die vier norwegischen Jugendlichen Rakel, Mohammed, Jenny und Torje, die sich sechs Jahre nach den Anschlägen in einem leeren Filmstudio treffen, um zu gedenken und ihre Erfahrungen aus den Geschehnissen des 22. Juli 2011 zu teilen. Sie treffen sich dort mit 12 weiteren norwegischen Jugendlichen, die ihnen helfen, die schmerzhaften Erinnerungen nachzustellen. Bei diesem psychologisch begleiteten Prozess geht es darum, die Erlebnisse zu vermitteln und für die Zukunft zu dokumentieren.

## Rezeption
In Schweden wurde der Film von der Kritik durchgehend gelobt. Der schwedische Regisseur Ruben Östlund befand, man könne „endlos darüber sprechen, wieso dieser Film so extrem gut und interessant ist“. Er würde Stoff für stundenlange wichtige Gespräche liefern.

## Auszeichnungen
Auf der „Guldbaggegalan“ wurde die Dokumentation 2019 in den Kategorien „Bester Dokumentarfilm“ und „Beste Regie“ mit dem schwedischen Filmpreis Guldbagge ausgezeichnet.